# Peter Dubovský (piłkarz)
Peter Dubovský (ur. 7 maja 1972 w Bratysławie, zm. 23 czerwca 2000 na wyspie Ko Samui w Tajlandii) – były czechosłowacki, a następnie słowacki piłkarz, grający na pozycji napastnika, reprezentant Czechosłowacji i Słowacji. W trakcie seniorskiej kariery zawodniczej występował kolejno w Slovanie Bratysława, Realu Madryt i Realu Oviedo.

## Śmierć
W czerwcu 2000 r. - wraz z narzeczoną Aurelią Carabovą, bratem oraz szwagierką - przebywał w Tajlandii, spędzając urlop na wyspie Ko Samui. Zginął tragicznie 23 czerwca 2000 na skutek krwotoku śródmózgowego, doznanego w wyniki poślizgnięcia się i upadku ze skały, podczas robienia zdjęcia wodospadu Na Mueang.

## Sukcesy
- Mistrz Czechosłowacji (1991/92)
- Król strzelców ligi czechosłowackiej (1991/92, 1992/93)
- Zdobywca Pucharu Króla (1993/94)
- Zdobywca Superpucharu Hiszpanii (1993/94)
- Mistrz Hiszpanii (1994/95)
- Słowacki Piłkarz Roku 1993